# Matthäus Günther
Matthäus (o Mathäus) Günther (Peißenberg, 7 settembre 1705 – Wessobrunn, 30 settembre 1788) è stato un pittore tedesco dell'Elettorato di Baviera.

## Biografia
La sua famiglia era originaria di Wessobrunn.
Fu attivo nell'epoca dello sviluppo della pittura barocca e rococò tra Baviera e Tirolo, lavorando in circa 40 chiese.
Le sue opere includono 70 affreschi e 25 pannelli. Era noto per la pittura vivace ed i colori accesi.
Günther studiò dapprima a Murnau, e poi a Monaco di Baviera tra 1723 e 1728 con Cosmas Damian Asam e si perfezionò nella tecnica dell'affresco ad Augusta. 
Conobbe il pittore austro-tedesco Johann Evangelist Holzer, col quale strinse una forte amicizia; dopo la morte dell'amico pittore, ricevette un suo cospicuo numero di disegni, dai quali prese ispirazione. In quegli anni Günther iniziò a farsi conoscere nell'ambiente artistico e dal 1731 si trasferì ad Augusta, dove qualche anno più tardi diverrà direttore dell'Accademia.
Nel frattempo non interruppe i suoi contatti con la cerchia pittorica di Wessobrunn, dalla quale prese spunti per quanto riguarda le tendenze decorative fantasiose e brillanti. Inoltre attenuò l'incidenza del Barocco romano, convertendo alcuni elementi pittorici in un ornatismo Rococò. Non è da trascurare, infine, come l'ambiente di Augusta sia quello tirolese, dove l'artista fu spesso attivo risentivano dell'influenza della scuola veneziana, che inevitabilmente venne assorbita anche da Günther.
Lavorò con alcuni dei più grandi artisti dell'epoca, come l'architetto Johann Michael Fischer e lo stuccatore Johann Michael Feuchtmayer e suo fratello Franz Xaver.
Nell'ultimo periodo della carriera Günther si lasciò contagiare dall'emergente corrente classicistica.
Tra le sue opere più significative, si possono citare gli affreschi di Neustift del 1736, quelli alla parrocchiale di Amorbach del 1740, quelli alle parrocchiali di Wilten e di Aldersbach negli anni cinquanta, e quelli alla chiesa di Rott am Inn del 1763.